# Basterowie
Basterowie (ang. Basters, także: Rehoboters, Rehoboth Basters, nama !Gora) – grupa etniczna z Namibii, potomkowie ciemnoskórych kobiet Khoikhoi i pierwszych holenderskich kolonistów. Zamieszkują region Khomas i Hardap. Ich ziemie do 1992 r. stanowiły bantustan Rehoboth. Ich liczebność wynosi około 35 tys.

Flaga Basterów

Nazwa „Basterowie” pochodzi od niderlandzkiego słowa bastaard, czyli „bękart”. Chociaż jest to słowo powszechnie uznawane za obraźliwe, to Basterowie są z niego dumni jako, że stanowi dowód ich historii. Uważają się za ludność białą, mówią dialektem języka afrikaans i są dumni ze swojego holenderskiego pochodzenia. Tradycyjnie wyznają kalwinizm i są bardzo religijni, na co wskazuje w szczególności ich motto: „Groei in Geloof” („Wzrastać w wierze”).
Basterowie przenieśli się z Kraju Przylądkowego w 1868 r., najpierw na południe Namibii (region Warmbad), następnie na północ, a ostatecznie osiedlili się w obecnym regionie Rehoboth (środkowa Namibia) w latach 1870–1871. Tam założyli Wolną Republikę Rehoboth. Niewielka część później przeniosła się dalej na północ i osiedliła się w angolskim mieście Lubango, gdzie są oni znani jako Ouivamo (wielu z nich zostało przymusowo wysiedlonych do Namibii przez białych z Południowej Afryki w latach 1928–1930).
Po utworzeniu niemieckiej kolonii w Afryce Południowo-Zachodniej Basterowie współpracowali z Niemcami, walcząc przeciwko Herero i Hotentotom. Dzięki temu zachowali autonomię w okresie kolonialnym.
Podczas okupacji Namibii przez RPA Basterowie nadal korzystali z autonomii, z reguły odmawiając współpracy w działaniach przeciwko SWAPO. Jednak wśród Basterów powstały organizacje polityczne przeciwników SWAPO, kierowane przez Bena Africa i Johannesa Diergaardta, którzy dołączyli do konserwatywnego bloku Sojuszu Demokratycznego Turnhalle.